# 인질 (복음)
인질(Injil, 아랍어: إنجيل, 로마자 표기: ʾInjīl, 대체 철자: Ingil 또는 Injeel)은 예수(이사, Isa) 복음의 아랍어 이름이다. 이 '인질'은 꾸란에 의해 하나님이 계시한 네 가지 이슬람 경전 중 하나로 묘사되며, 나머지는 자부르(시편으로 추정), 타우랏(토라), 꾸란 그 자체이다.
인질이라는 단어는 꾸란, 하디스, 초기 무슬림 문서에서도 하나님이 예수에게 주신 책과 계시를 가리키는 데 사용된다.

## 같이 보기
- 기독교와 이슬람교